# 조코딩
조코딩은 대한민국의 IT유튜버이다.
1. ↑  웅진씽크빅, 제2회 ‘게임 개발 챌린지’ 종료…‘매쓰쿨’ 대상
2. ↑  "미래 창작·개발者 '꿈' 전개"…넥슨-멋쟁이사자처럼, 협업 프로젝트 진행
3. ↑  "코딩은 어렵지 않아요." 코딩 유튜버, 조코딩 (환경생태공학부 11)